# Potes
Potes è un comune spagnolo di 1 533 abitanti situato nella comunità autonoma della Cantabria. È il capoluogo della comarca di Liébana nel sudovest della Cantabria ed è formato da due centri abitati: Potes e Rases.

## Storia
La comarca di Liébana come la Cantabria, è stata certamente abitata nella preistoria da una popolazione tribale che i Romani chiamarono i Cantabri che si opposero alla loro sottomissione duramente e a lungo fino a cedere nel 18 a.C. ai legionari di Augusto. Nella regione la dominazione romana durò fino al IV secolo quando crollò l'impero di occidente alla calata dei barbari e i Visigoti occuparono le regioni del nord che non furono quindi sottomesse dai Musulmani quando questi occuparono gran parte della Spagna.
Dai re visigoti della Cantabria iniziò la Reconquista cristiana. Alla fine del XIV secolo il re Giovanni I di Castiglia concesse la signoria di Liébana a suo cugino Juan Téllez, già signore di Aguilar de Campoo e figlio di Tello di Castiglia. Nel secolo successivo la signoria di Liébana fu causa di varie dispute fra le famiglie dei Mendoza e dei Manrique che rivendicavano il diritto alla signoria per questioni ereditarie e terminarono quando i Re Cattolici nominarono duca dell'Infantado Diego Hurtado de Mendoza figlio del marchese di Santillana. Le rivendicazioni sul ducato dell'Infantado degli arredi dei Manrique però non terminarono e finirono solo nel XIX secolo con la soppressione del regime feudale in Spagna.

## Geografia
Il capoluogo del comune è Potes che si trova all'altitudine di 292 metri, a 117 km da Santander, alla confluenza dei fiumi Deva e Quiviesa e dove convergono le quattro valli: Valdebarò, Cerecedas, Piedrasluengas e Vega de Liebana. Da Potes parte la strada per raggiungere i Picos de Europa, insieme di cime che superano 2600 metri di altitudine.
A differenza del resto della Cantabria che ha un clima atlantico, la comarca di Liébana gode di un microclima mediterraneo e nelle vallate crescono la vite, gli aranci, le querce e i pioppi.

## Economia
L'economia locale si basa sull'agricoltura e soprattutto sul turismo richiamato dalla bellezza naturale del territorio che è tutelato anche dall'esistenza del Parco nazionale dei Picos de Europa. Potes è stato infatti dichiarato di Interès turistico regional dalla regione Cantabria.

## Monumenti e luoghi d'interesse
- Torre del Infantado, del XV secolo utilizzata oggi come sede municipale.
- Torre de Orejón de la Lama, del XVI secolo.
- Iglesia de San Vicente, gotica dei secoli XV e XVI.
- Parco nazionale dei Picos de Europa.

A 24 km Fuente De, borgo di meno di 200 abitanti a 1005 metri di altitudine da cui si possono raggiungere le vette più alte dei Picos de Europa.

## Feste
Oltre alle feste patronali delle parrocchie, della Settimana Santa e del Carnevale sono da ricordare la Fiesta de San Vicente Martir il 22 gennaio, la Fiesta de la Virgen de Almayor con gare sportive e tradizionali, giochi per i bambini e fuochi artificiali spettacolari dalla torre de l'Infantado, la Fiesta de la Cruz il 14 settembre e la Fiesta del orugo festa del vino tipico locale.